# Vinh Quang, Chiêm Hóa
Vinh Quang là một xã thuộc huyện Chiêm Hóa, tỉnh Tuyên Quang, Việt Nam.
Xã có diện tích 25,71 km², dân số năm 1999 là 6832 người, mật độ dân số đạt 266 người/km².